# Заокская равнина
Заокская равнина — равнина на юге Подмосковья; северный склон Среднерусской возвышенности, находящийся на правобережье реки Оки. Земля здесь распахана из-за плодородных почв. Здесь нет ни озёр, ни болот, встречаются лишь небольшие участки берёзово-широколиственных лесов, в вершинах балок и оврагов. После сведения лесов режим местных водотоков стал характеризоваться бурными половодьями и паводками.
Равнина обладает ландшафтом, который создаёт благоприятные условия для рекреации и развития туризма.